# NGC 3835A
NGC 3835A је спирална галаксија у сазвежђу Велики медвед која се налази на NGC листи објеката дубоког неба.
Деклинација објекта је + 60° 18' 2" а ректасцензија 11h 47m 22,8s. Привидна величина (магнитуда) објекта NGC 3835 износи 13,1 а фотографска магнитуда 13,9. NGC 3835A је још познат и под ознакама UGC 6762, MCG 10-17-68, CGCG 292-29, IRAS 11447+6034, SBS 1144+605, PGC 36776.